# Wola (obwód tarnopolski)
Wola (ukr. Воля, Wola; hist. Wola Mazowiecka) – wieś na Ukrainie, w rejonie tarnopolskim, obwodu tarnopolskiego.
Położona nad rzeką Seret, w sąsiedztwie miasteczka Mikulińce. W latach 1920-1939 należała do powiatu tarnopolskiego w województwie tarnopolskim.
Do 2020 w rejonie trembowelskim.